# Quohrener Kipse
Die Quohrener Kipse ist eine Erhebung unweit von Dresden im Erzgebirgsvorland in Sachsen.

## Lage und Umgebung
Die Quohrener Kipse erhebt sich drei Kilometer westlich von Kreischa und fünf Kilometer nordöstlich von Dippoldiswalde im unteren Osterzgebirge. Direkt am Fuß des Berges befindet sich der Kreischaer Ortsteil Quohren. An der westlichen Schulter liegt Karsdorf und die Bundesstraße 170 mit dem Abzweig nach Hermsdorf am Wilisch.
Von ihrer nördlichen Flanke fließen mehrere kleine Wasserläufe dem Dorfbach in Qohren zu. Die Kipse ist stellenweise mit Wald bedeckt, andere Bereiche sind landwirtschaftlich genutzte Flächen.

## Geologie
Die Quohrener Kipse befindet sich unmittelbar nördlich der Karsdorfer Verwerfung und gehört damit zu einem markanten Höhenzug, zu dem östlich der Wilisch und westlich noch der Lerchenberg gehören.
Die Quohrener Kipse wird vor allem von Gneis-Konglomeraten aus dem Rotliegend des Döhlener Beckens gebildet. Am Fuß des Berges zur Dippoldiswalder Heide hin sind in einem schmalen Geländestreifen auch die für das Erzgebirge typischen Biotitgneise zu finden.

## Wege zum Gipfel
- Über den Berg verläuft eine grün markierte Wanderroute, welche aus Richtung Karsdorf kommend weiter nach Hermsdorf und zum Wilisch leitet.
- Ein guter Ausgangspunkt für den Besuch des Berges ist auch die nahe Gemeinde Kreischa.

## Aussicht
Von der Quohrener Kipse sind Fernsichten in alle Richtungen möglich. Hervorzuheben sind die Blicke Richtung Elbsandsteingebirge und Lausitzer Bergland.